# Hugh Willoughby
Hugh Willoughby (Risley, ... – Lapponia, 1554) è stato un esploratore britannico.

## Biografia
Insieme a Richard Chancellor, nel 1553 partì con tre navi alla ricerca di un passaggio a nord-est, raggiungendo le isole Spitsbergen il 10 maggio. Morì tra i ghiacci insieme a tutti i compagni. Chancellor invece riuscì a tornare in Inghilterra.